# Дикун Ігор Володимирович
І́гор Володи́мирович Дику́н (нар. 4 червня 1994, м. Борщів, Тернопільська область) — український військовик, майор Збройних сил України, 5-та окрема штурмова бригада. Учасник російсько-української війни. Герой України (2022).
У 2023 році увійшов до рейтингу «30 до 30: творці майбутнього» від «Форбс».

## Життєпис
Ігор Дикун народився 4 червня 1994 року в місті Борщів Чортківського району Тернопільської області.

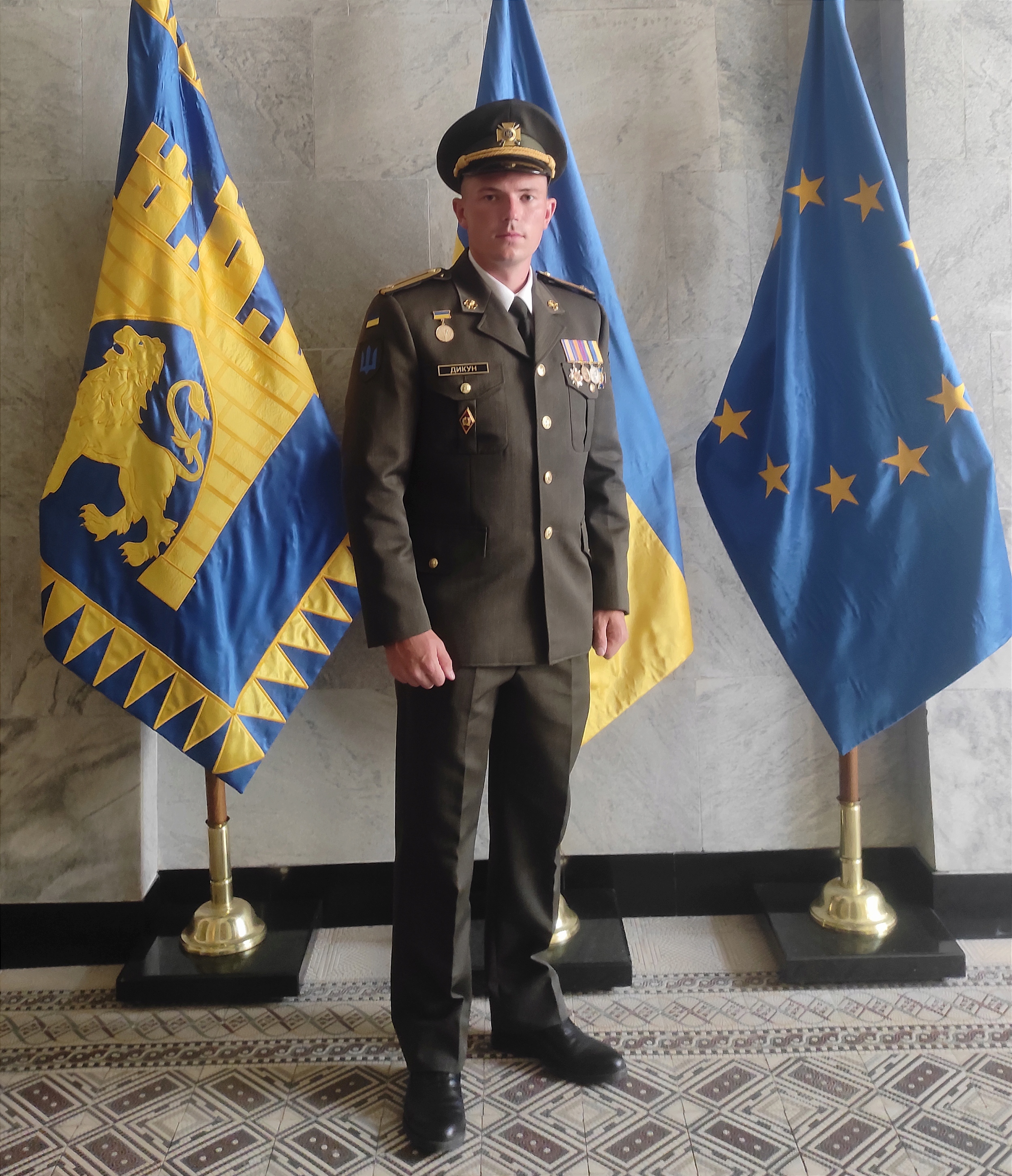
Ігор Дикун (20 серпня 2021 року)

Закінчив Національну академію сухопутних військ імені Гетьмана Петра Сагайдачного. Служить бойовим офіцером 5-ї окремої штурмової бригади .
Із 2014 року перебуває в гарячих точках російсько-української війни, зокрема 19 червня 2014 року брав участь у звільненні Ямполя, у ході якого бойовики намагалися, відходячи, заманити українських військових у пастку. У тому бою загинули командири батальйону, роти, відділення. Під час штурму поранений і контужений, осколки по всьому тілу; куля пробила каску, але застрягла між кевларом і черепом. Після лікування повернувся до лав армії.

### Російське вторгнення в Україну (2022)
23 березня 2022 року, під час бою в районі міста Ірпінь на Київщині, він, виконуючи обов'язки заступника командира зведеної роти, зазнав вогнепального поранення. Попри це продовжував бій, особисто знищив десять піхотинців, одну БМД та одну БМП противника.

## Нагороди
- Звання Герой України з врученням ордена «Золота Зірка» (2022) — за особисту мужність і героїзм, виявлені у захисті державного суверенітету та територіальної цілісності України, вірність військовій присязі [4].
- Орден Богдана Хмельницького III ступеня (2024) — за особисту мужність, виявлену у захисті державного суверенітету та територіальної цілісності України, самовіддане виконання військового обов'язку[5].
- Орден «За мужність» III ступеня (2014) — за особисту мужність і героїзм, виявлені у захисті державного суверенітету та територіальної цілісності України, вірність військовій присязі під час російсько-української війни[6].
- Нагрудний знак «Ветеран війни».
- Нагрудний знак «За військову доблесть»
- медаль «Воєнний хрест»
- Медаль За поранення 2 ступеня.
- Почесний нагрудний знак «Срібний хрест»
- Нагрудний знак Учасник АТО.